# 王炎午
王炎午（1252年11月11日—1324年5月19日），又作炎武，字鼎翁，初名应梅，别号梅边，江西安福舟湖（今洲湖）人，是文天祥的弟子、幕僚。清兵入關後，相傳顾亭林仰慕之，故改名顾炎武。

## 生平
南宋淳祐十二年壬子（1252年），九月二十八日生于江西安福舟湖。
咸淳十年甲戌（1274年），為太學生，屬上舍。
宋德祐二年丙子（1276年），二月元伯顏攻克臨安。三月伯顏虜宋全太后、帝趙㬎等北歸。炎午前往投靠文天祥，成為其弟子兼幕僚，不久以母病辭歸。
宋祥興元年戊寅（1278年），十二月元兵執文天祥于廣東海豐五坡嶺。炎午写《生祭文丞相文》，從赣州至南昌沿途张贴，以激励文天祥死节。
宋祥興二年己卯（1279年），二月初六日張世傑兵敗厓山，陸秀夫負少帝趙昺殉海，宋亡。十月文天祥被押送至大都。
元至元十九年壬午(1282)，十二月九日文天祥就義後，撰文以祭，曰：“呜呼！扶颠持危，文山诸葛，相国相同，而公死节；倡义举勇，文山张巡，杀身不异，而公秉钧。名相烈士，合为一传，三千年间，人不两见……秉气捐躯，壮士其或。久而不易，雪霜松柏。嗟哉文山，山高仗深，唯回者天，不负者心……今夕今夕，斗转河斜，中有光芒，非公也耶！”。
泰定元年甲子（1324年），四月十五日先生卒，葬于洲湖乡汶源村西南處。

## 著作
著有《吾汶稿》、《梅边稿》、《元草堂詩餘》。